# Hibiscus lavaterioides
Hibiscus lavaterioides är en malvaväxtart som beskrevs av Stefano Moricand. Hibiscus lavaterioides ingår i Hibiskussläktet som ingår i familjen malvaväxter. Inga underarter finns listade i Catalogue of Life.